# 미아 퐁텐
미아 퐁텐(프랑스어: Miha Fontaine, 2004년 1월 3일~)는 캐나다의 프리스타일 스키 선수로 주 종목은 에어리얼이다. 2022년 동계 올림픽 에어리얼 혼성 단체전 종목에서 동메달을 획득했다.